# Dragster-Europameisterschaft
Die FIA-Dragster-Europameisterschaft (deutsch für European Drag Racing Championship) ist eine von der FIA ausgeschriebene Meisterschaftsserie für Dragster der sogenannten „PRO-Klassen“, die ihre Rennen ausschließlich in Europa austrägt.
Die Dragster-Europameisterschaft ist aus der Zusammenarbeit zwischen der National Hot Rod Association (NHRA) und der FIA entstanden, seit 1996 wird die erste Meisterschaft ausgetragen. Die in Europa geltenden Regeln der FIA für die Profiklassen wurden weitgehend von der NHRA übernommen. Für Motorräder (Drag Bikes) findet eine eigene, von der FIM Europe sanktionierte Europameisterschaft statt.
Die Läufe der, in Deutschland stattfindenden, NitrolympX Veranstaltung sind Teil der Dragster-Europameisterschaft.

## Fahrzeuge
Die Fahrzeuge gehen in den Profiklassen Pro Stock, Pro Modified, Top Methanol Funny Car, Top Methanol Dragster und Top Fuel an den Start.

## Ablauf des Rennwochenendes
Die Rennen der Dragster-Europameisterschaft werden im K.-o.-System, auch „Elimination“ genannt, auf einem Dragstrip ausgetragen. Die Anzahl der Startplätze, für die jeweilige Klasse, wird vorher angekündigt. Sollte es mehr Teilnehmer als Startplätze geben so kann das Rennwochenende für einige Teams schon nach der Qualifikation zu Ende sein.
An einem Rennwochenende stehen der Freitag und Samstag für die Qualifikationsläufe zur Verfügung. Es werden zwischen 2 und 4 Qualifikationsläufe ausgetragen um ein Ranking der erzielten Leistungen erstellen zu können.
Am Sonntag wird das Elimination ausgetragen. Der in der Qualifikation bestplatzierte Fahrer fährt gegen den letztplatzierten Fahrer, der Zweitbeste gegen den Vorletzten usw. Gibt es weniger Teilnehmer als ausgeschriebene Startplätze so fahren einige Teilnehmer in der ersten Rennrunde, aus sportlicher Fairness gegen sich selbst.

## Punktesystem

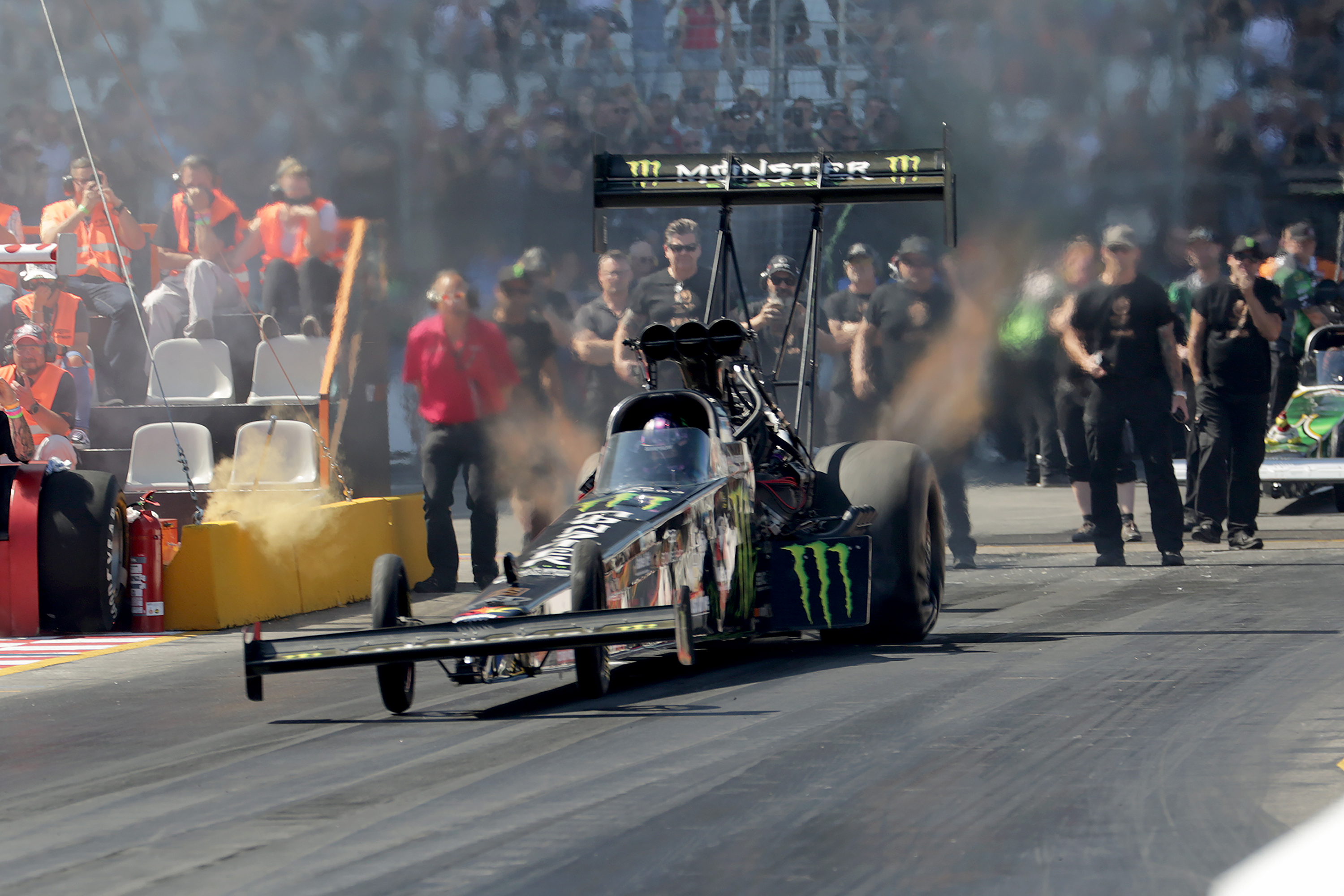
Start eines Top Fuel Dragsters (Jndia Erbacher, Schweiz) bei einem Wertungslauf auf der Rico Anthes Quartermile 2019.

Meisterschaftspunkte erhalten nicht nur Teilnehmer, die das Elimination beenden, sondern auch Teilnehmer, die sich erfolgreich für das Rennen qualifizieren.

### Qualifikationspunkte
Zusätzlich zu den unten aufgeführten Punkteschlüssel erhalten alle Teilnehmer, die eine Qualifikationsrunde erfolgreich abgeschlossen haben, 10 Punkte.
| Punkteverteilung Qualifikation | Punkteverteilung Qualifikation | Punkteverteilung Qualifikation | Punkteverteilung Qualifikation | Punkteverteilung Qualifikation | Punkteverteilung Qualifikation | Punkteverteilung Qualifikation | Punkteverteilung Qualifikation | Punkteverteilung Qualifikation |
| Platz                          | 1                              | 2                              | 3                              | 4                              | 5&6                            | 7&8                            | 9–12                           | 13–16                          |
| ------------------------------ | ------------------------------ | ------------------------------ | ------------------------------ | ------------------------------ | ------------------------------ | ------------------------------ | ------------------------------ | ------------------------------ |
| Punkte                         | 8                              | 7                              | 6                              | 5                              | 4                              | 3                              | 2                              | 1                              |

Seit 2013 gibt es gemäß den Zeiten (Elapsed Time, ET) Extrapunkte für die schnellsten Zeiten in den Klassen Pro Modified, Pro Stock & Top Fuel:
- 3 Punkte für die schnellste Elapsed Time
- 2 Punkte für die zweitschnellste Elapsed Time
- 1 Punkt für die drittschnellste Elapsed Time.

In der Top Methanol Klasse gibt es Extrapunkte für Zeiten möglichst nahe am Vorgegebenen Index:
- 3 Punkte für die kürzeste Zeit nahe am Index.
- 2 Punkte für die zweitkürzeste Zeit nahe am Index.
- 1 Punkt für die drittskürzeste Zeit nahe am Index.[2]

### Eliminationpunkte
| Feldgröße | Verlierer 1. Runde | Verlierer 2. Runde | Verlierer 3. Runde | Runner up | Gewinner |
| --------- | ------------------ | ------------------ | ------------------ | --------- | -------- |
| 1–2       | -                  | -                  | -                  | 20        | 40       |
| 2–4       | 20                 | -                  | -                  | 40        | 60       |
| 5–8       | 20                 | 40                 | 60                 | 60        | 80       |
| 9–16      | 20                 | 40                 | 60                 | 80        | 100      |

## Gesamtsieger
| Jahr | Top Fuel Klasse  | Pro Modified Klasse | Pro Stock Klasse | Top Methanol Dragster Klasse | Top Methanol Funny Car Klasse |
| ---- | ---------------- | ------------------- | ---------------- | ---------------------------- | ----------------------------- |
| 1996 | Jens Nybo        | -                   | Tomi Laine       | Anita Mäkelä                 | -                             |
| 1997 | Rico Anthes      | -                   | Tomi Laine       | Peter Beck                   | -                             |
| 1998 | Barry Sheavills  | -                   | Niclas Andersson | Peter Beck                   | Leif Andreasson               |
| 1999 | Gordie Bonin     | -                   | Niclas Andersson | Jarmo Roivas                 | Mikael Kågered                |
| 2000 | Anita Mäkelä     | -                   | Niclas Andersson | Eero Kilpeläinen             | Leif Andreasson               |
| 2001 | Andy Carter      | -                   | Michael Malmgren | Robert Turner                | Leif Andreasson               |
| 2002 | Kim Reymond      | -                   | Michael Malmgren | Peter Schöfer                | Mikael Kågered                |
| 2003 | Smax Smith       | -                   | Michael Malmgren | Dave Wilson                  | Urs Erbacher                  |
| 2004 | Andy Carter      | -                   | Jimmy Ålund      | Dave Wilson                  | Urs Erbacher                  |
| 2005 | Lex Joon         | -                   | Jimmy Ålund      | Dave Wilson                  | Urs Erbacher                  |
| 2006 | Håkan Nilsson    | Urban Johansson     | Jimmy Ålund      | Dave Wilson                  | Ulf Leanders                  |
| 2007 | Urs Erbacher     | Michael Gullqvist   | Jimmy Ålund      | Dave Wilson                  | Fredrik Fagerstrom            |
| 2008 | Andy Carter      | Mikael Lindahl      | Jimmy Ålund      | Peter Schöfer                | Ulf Leanders                  |
| 2009 | Andy Carter      | Mats Eriksson       | Jimmy Ålund      | Timo Habermann               | Ulf Leanders                  |
| 2010 | Urs Erbacher     | Johan Lindberg      | Michael Malmgren | Timo Habermann               | Dan Larsen                    |
| 2011 | Urs Erbacher     | Michael Gullqvist   | Jimmy Ålund      | Fred Hanssen                 | Ulf Leanders                  |
| 2012 | Risto Poutiainen | Michael Gullqvist   | Thomas Lindström | Monty Bugeja                 | Leif Andreasson               |
| 2013 | Thomas Naatas    | Michael Gullqvist   | Jimmy Ålund      | Jonny Lagg                   | Jonnie Lindberg               |
| 2014 | Mikael Kagered   | Mattias Wulcan      | Jimmy Ålund      | Chris Polidano               | Jonnie Lindberg               |
| 2015 | Mikael Kagered   | Michael Gullqvist   | Thomas Lindström | Dennis Habermann             | Leif Andreasson               |
| 2016 | Anita Mäkelä     | Michael Gullqvist   | Jimmy Ålund      | Jonny Lagg                   | Johnny Oksa                   |
| 2017 | Duncan Micallef  | Michael Gullqvist   | Bengt Ljungdahl  | Timo Habermann1              | Timo Habermann1               |
| 2018 | Anita Mäkelä     | Jimmy Ålund         | Bengt Ljungdahl  | Dennis Habermann             | Dennis Habermann              |
| 2019 | Anita Mäkelä     | Jan Ericsson        | Jimmy Ålund      | Sandro Bellio                | Sandro Bellio                 |
| 2020 | Saison Abgesagt2 | Saison Abgesagt2    | Saison Abgesagt2 | Saison Abgesagt2             | Saison Abgesagt2              |
| 2021 | Saison Abgesagt3 | Saison Abgesagt3    | Saison Abgesagt3 | Saison Abgesagt3             | Saison Abgesagt3              |
| 2022 | Antti Horto      | Jan Ericsson        | Jimmy Ålund      | Sandro Bellio                | Sandro Bellio                 |
| 2023 | Ida Zetterström  | Jan Ericsson        | Michael Malmgren | Linn Fløysvik                | Linn Fløysvik                 |
| 2024 | Jndia Erbacher   | Jere Rantaniemi     | Jimmy Ålund      | Jonny Lagg                   | Jonny Lagg                    |

1 – Zur Saison 2017 wurden die Klassen Top Methanol & Top Methanol Funny Car zusammengeführt.

2 – Die Saison 2020 wurde, wegen der weltweit ausgebrochenen COVID-19-Pandemie, von der FIA abgesagt.

3 – Die Saison 2021 wurde, wegen der weltweit ausgebrochenen COVID-19-Pandemie, von der FIA abgesagt.